# Línea 728 (Interurbanos Madrid)
La línea 728 de la red de autobuses interurbanos de Madrid une la estación de tren de Colmenar Viejo con Manzanares el Real pasando por Soto del Real.

## Características
Creada el 2 de marzo de 2020, como la línea SE720, como respuesta a las peticiones de los ayuntamientos de la zona que solicitaban un autobús lanzadera a la estación de Cercanías más cercano debido a los numerosos atascos que ocurren diariamente en la carretera M-607. Une los tres municipios con un recorrido que dura aproximadamente 40 minutos entre cabeceras.
Se trata de un servicio que refuerza a la ya existente línea 720 que ofrece un recorrido más directo en las horas puntas del día a los municipios de Manzanares el Real y Soto del Real con la Estación de Colmenar Viejo.
Desde el 9 de mayo de 2022 la línea incorporó dos paradas adicionales en Colmenar Viejo, dando servicio a la Ermita de Santa Ana y al Centro Comercial El Ventanal. Antes de este cambio tan sólo se realizaba la parada en el casco urbano de Colmenar Viejo en su estación de Cercanías.
Desde el 18 de noviembre de 2024, la línea abandona su denominación SE720 como servicio especial y comienza a denominarse como el número 728, sin cambio de horarios ni recorrido.
Tan sólo circula de lunes a viernes laborables entre el 1 de septiembre y el 15 de julio. Entre el 16 de julio y el 31 de agosto no presta servicio de lunes a viernes laborables, además de los sábados laborables, domingos y festivos que durante todo el año tampoco circula. En la época que no circula esta línea, los vecinos de las localidades por las que circula siguen teniendo disponible la línea 720 hasta la Estación de Colmenar Viejo aunque realizando un recorrido más extenso por el casco urbano de la localidad.
Siguiendo la numeración de líneas del CRTM, las líneas que circulan por el corredor 7 son aquellas que dan servicio a los municipios situados en torno a la M-607 y comienzan con un 7. Aquellas numeradas dentro de la decena 720 corresponden a aquellas que circulan por Colmenar Viejo.
Exceptuando las vísperas de festivo y festivos de Navidad, la línea mantiene los mismos horarios en su periodo de operación del 1 de septiembre al 15 de julio.
Esta línea es operada por la empresa Herederos de J. Colmenarejo a través de Interbus mediante la concesión administrativa VCM-702 - Madrid - Colmenar Viejo - El Boalo - Bustarviejo (Viajeros Comunidad de Madrid) del Consorcio Regional de Transportes de Madrid.
1. ↑  «Los ayuntamientos de la zona norte de Madrid consiguen que el autobús lanzadera al Cercanías sea una realidad en 2020». www.ayto-sotodelreal.es. Consultado el 18 de noviembre de 2023.
2. ↑  «Nuevo autobús interurbano SE720 'Manzanares - Soto del Real - Estación Colmenar Viejo'». www.espormadrid.es. Consultado el 18 de noviembre de 2023.
3. ↑  «La línea de autobús SE720 lanzadera de Manzanares y Soto a la estación de Renfe ya presta servicio también urbano». colmenarviejo.com. Consultado el 18 de noviembre de 2023.
4. ↑  Bermejo, Jose Carlos (14 de noviembre de 2024). «La línea de autobús SE720 cambia de denominación, ahora será: Línea 728». Ayuntamiento de Manzanares El Real. Consultado el 15 de noviembre de 2024.

## Horarios

### 1 septiembre - 15 julio
Los horarios que no sean cabecera son aproximados.
| Lunes a viernes laborables |                         |                         |                         |                         |                         |
| Colmenar V > Manzanares    | Colmenar V > Manzanares | Colmenar V > Manzanares | Manzanares > Colmenar V | Manzanares > Colmenar V | Manzanares > Colmenar V |
| FF.CC. Colmenar V          | Soto del Real           | Manzanares el Real      | Manzanares el Real      | Soto del Real           | FF.CC. Colmenar V       |
| 17:00                      | 17:25                   | 17:40                   | 06:25                   | 06:40                   | 07:05                   |
| 18:20                      | 18:45                   | 19:00                   | 07:35                   | 07:50                   | 08:15                   |
|                            |                         |                         | 08:55                   | 09:10                   | 09:35                   |

## Recorrido y paradas

### Sentido Manzanares el Real
| Código | Zona | Localidad          | Denominación                                             | Ubicación                              | Líneas de la parada                  | Cercanías      |
| ------ | ---- | ------------------ | -------------------------------------------------------- | -------------------------------------- | ------------------------------------ | -------------- |
| 18663  |      | Colmenar Viejo     | Estación de Colmenar Viejo                               | Extrarradio Estación Navarrosillos Nº2 | 720 727 728                          | Colmenar Viejo |
| 11339  |      | Colmenar Viejo     | Paseo de la Magdalena - Ermita                           | Paseo de la Magdalena Ana Nº20         | 720 722 723 728 N702 1               |                |
| 18107  |      | Colmenar Viejo     | Paseo Ermita de Santa Ana - Centro Comercial El Ventanal | Paseo Ermita de Santa Ana S/Nº         | 720 721 723 724 725 726 727 728 N702 |                |
| 12106  |      | Soto del Real      | Carretera M-609 - Centro Penitenciario                   | M-609 km. 3,7                          | 720 724 725 726 728                  |                |
| 10535  |      | Soto del Real      | Carretera M-862 - La Gamonosa                            | M-862 km. 1,2                          | 720 724 725 726 728                  |                |
| 18933  |      | Soto del Real      | Avenida Víctimas del Terrorismo - Polideportivo          | Avenida Víctimas del Terrorismo S/Nº   | 720 725 726 728                      |                |
| 09112  |      | Soto del Real      | Avenida Víctimas del Terrorismo - Barco de Ávila         | Avenida Víctimas del Terrorismo S/Nº   | 720 725 726 728                      |                |
| 18934  |      | Soto del Real      | Avenida Víctimas del Terrorismo - Calvo Sotelo           | Avenida Víctimas del Terrorismo S/Nº   | 720 725 726 728                      |                |
| 17576  |      | Soto del Real      | Carretera de El Escorial - Centro de Salud               | Carretera de El Escorial Nº40          | 720 724 728                          |                |
| 09110  |      | Soto del Real      | Carretera M-608 - Camping                                | M-608 km. 19,8                         | 720 724 728                          |                |
| 09108  |      | Manzanares el Real | Carretera M-608 - Urbanización Peña El Gato              | M-608 Nº2                              | 720 724 728                          |                |
| 17313  |      | Manzanares el Real | Manzanares el Real - Fuente de las Ermitas               | Avenida de Madrid Nº15                 | 720 724 728                          |                |
| 09107  |      | Manzanares el Real | Manzanares el Real - Iglesia                             | Avenida de Madrid Nº11                 | 720 724 728                          |                |
| 18367  |      | Manzanares el Real | Manzanares el Real - Glorieta del Montañero              | Calle de la Paz Nº2                    | 720 724 728                          |                |

### Sentido Colmenar Viejo FF.CC.
| Código | Zona | Localidad          | Denominación                                             | Ubicación                                   | Líneas de la parada | Cercanías      |
| ------ | ---- | ------------------ | -------------------------------------------------------- | ------------------------------------------- | ------------------- | -------------- |
| 18366  |      | Manzanares el Real | Manzanares el Real - Glorieta del Montañero              | Calle Real Nº5                              | 720 724 728         |                |
| 17328  |      | Manzanares el Real | Manzanares el Real - Iglesia                             | Avenida de Madrid Nº6                       | 720 724 728         |                |
| 17314  |      | Manzanares el Real | Manzanares el Real - Fuente de las Ermitas               | Avenida de Madrid Nº24                      | 720 724 728         |                |
| 09109  |      | Manzanares el Real | Carretera M-608 - Urbanización Peña El Gato              | M-608 Nº2                                   | 720 724 728         |                |
| 09111  |      | Soto del Real      | Carretera M-608 - Camping                                | M-608 km. 19                                | 720 724 728         |                |
| 17577  |      | Soto del Real      | Carretera de El Escorial - Centro de Salud               | Carretera de El Escorial Nº7                | 720 728             |                |
| 18935  |      | Soto del Real      | Avenida Víctimas del Terrorismo - Calvo Sotelo           | Avenida Víctimas del Terrorismo S/Nº        | 720 725 726 728     |                |
| 09119  |      | Soto del Real      | Avenida Víctimas del Terrorismo - Calle de Desaceral     | Avenida de las Víctimas del Terrorismo S/Nº | 720 725 726 728     |                |
| 18933  |      | Soto del Real      | Avenida Víctimas del Terrorismo - Polideportivo          | Avenida Víctimas del Terrorismo S/Nº        | 720 725 726 728     |                |
| 10529  |      | Soto del Real      | Carretera M-862 - La Gamonosa                            | M-862 km. 1,2                               | 720 724 725 726 728 |                |
| 11900  |      | Soto del Real      | Carretera M-609 - Centro Penitenciario                   | M-609 km. 3,4                               | 720 724 725 726 728 |                |
| 11337  |      | Colmenar Viejo     | Paseo Ermita de Santa Ana - Centro Comercial El Ventanal | Paseo Ermita de Santa Ana Nº4               | 720 722 728         |                |
| 06600  |      | Colmenar Viejo     | Paseo de la Magdalena - Ermita                           | Paseo de la Magdalena Ana Nº20              | 720 722 723 728 1   |                |
| 18663  |      | Colmenar Viejo     | Estación de Colmenar Viejo                               | Extrarradio Estación Navarrosillos Nº2      | 720 727 728         | Colmenar Viejo |